# Spotted Elk

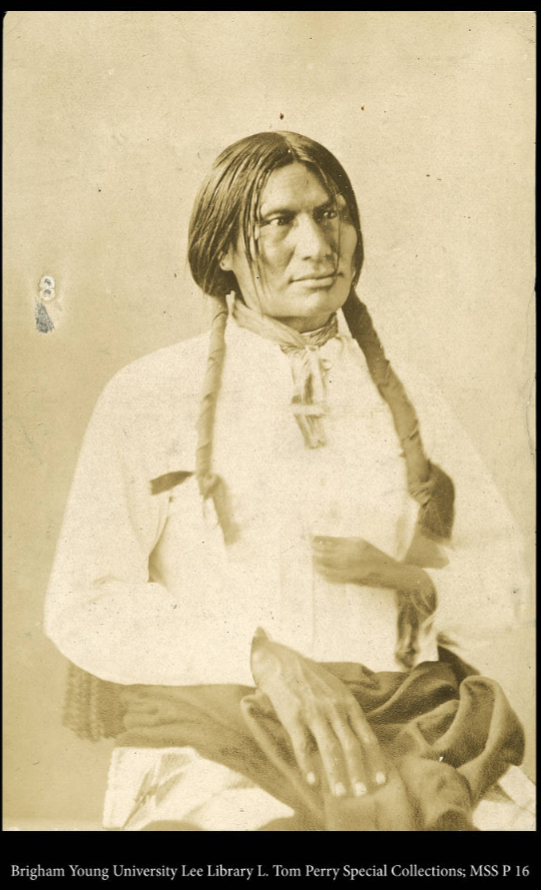
Spotted Elk

Spotted Elk (englisch für „Gefleckter Wapiti“, Unpan Glešká, manchmal auch wiedergegeben als Oh-Pong-Ge-Le-Skah oder Hupah Glešká), bisweilen auch als Big Foot (englisch für „Großer Fuß“) bekannt (* um 1820; † 29. Dezember 1890 beim Massaker von Wounded Knee, South Dakota), war Häuptling der Minneconjou-Lakota-Sioux.
Seinen Namen Big Foot bekam er durch einen amerikanischen Soldaten in Fort Bennett, der ihn abfällig „Si Tanka“ (Sit ȟ Anka ‚Big Foot‘) nannte, (aus Lakota: Si für Fuß, Tanka für groß)

## Leben
Spotted Elks Geburtsjahr ist umstritten. Sein Vater war der Minneconjou-Sioux-Häuptling Lone Horn (Lakotah: Heh-won-ge-chat) (circa 1790–1877). Auch über seinen Geburtsort gibt es widersprüchliche Aussagen. Er hatte drei Brüder, die allesamt leitende Funktionen im Stamm übernahmen. Spotted Elk war ein Cousin von Crazy Horse und Halbbruder von Sitting Bull. Er wird als gefürchteter Kämpfer beschrieben, aber auch als Diplomat, der oft Streitigkeiten innerhalb der Stämme schlichtete und war einer der Unterzeichner des umstrittenen Vertrags von Fort Laramie 1868. Nach dem Tod seines Vaters übernahm er dessen Häuptlingswürde.
Spotted Elk fügte mit Sitting Bull, Crazy Horse und anderen im Jahre 1876 bei der Schlacht am Little Bighorn dem 7. US-Kavallerie-Regiment des US-Heeres eine sehr schwere Niederlage zu. Dabei fielen General George Custer und ein großer Teil seiner Männer. Doch die US-Armee schlug erbarmungslos zurück. Nach mehreren Niederlagen mussten sich Spotted Elk und sein Stamm ergeben.
Spotted Elks Stamm wurde wider Willen in der Cheyenne River Reservation im heutigen US-Bundesstaat South Dakota angesiedelt. Der Häuptling versuchte, das Beste aus der gegebenen Situation zu machen. Er wies seine Stammesmitglieder an, Feldbau zu betreiben, und versuchte, im Reservatsgebiet Schulen zu gründen. Dafür fuhr er auch nach Washington, um Unterstützung für seine Projekte zu gewinnen.
Die indianische Geistertanz-Bewegung führte gegen Ende des 19. Jahrhunderts zu Verunsicherungen auf Seiten der Weißen wie auch vieler Indianer. Die Bewegung spaltete die Lakota in eine den Weißen gegenüber freundlich und eine ihnen feindlich gesinnte Gruppe (Geistertanz-Anhänger). Spotted Elk versuchte mit seinen Leuten zu vermitteln, aber das US-Heer sah in ihnen eine Bedrohung und verfolgte sie. Am 29. Dezember 1890 kam es zum Massaker von Wounded Knee. Spotted Elk und bis zu 300 Männer, Frauen und Kinder seines Stamms sowie Mitglieder von Sitting Bulls Stamm, die sich nach dessen Tod Spotted Elk angeschlossen hatten, wurden dabei vom 7. US-Kavallerie-Regiment getötet, obwohl sie mit weißen Fahnen unterwegs waren und keine kriegerischen Absichten zeigten. Spotted Elk war zu diesem Zeitpunkt an einer schweren Lungenentzündung erkrankt. Sein Leichnam lag tagelang gefroren im Schnee, bevor er in einem Massengrab begraben wurde.

## Sonstiges
Unpan Glešká wird oft mit dem Oglala-Sioux-Häuptling Ste Si Tanka (auch Chetan Keah ‚Bigfoot‘) verwechselt.